# Diesellokomotiven der Wehrmacht
Die Wehrmacht entwickelte und beschaffte für verschiedene Beförderungsaufgaben ab Mitte der 1930er Jahre Diesellokomotiven. Viele dieser Lokomotiven waren auch nach Ende des Zweiten Weltkrieges betriebsfähig und wurden in den Bestand der deutschen Staatsbahnen sowie von Privat- und Werksbahnen übernommen.

## Planung
Seit am 16. März 1935 mit dem Inkrafttreten des „Gesetzes über den Aufbau der Wehrmacht“ der planmäßige Ausbau der militärischen Infrastruktur in Deutschland begann, entstanden überall im Reich neue Munitions- und Versorgungslager, Übungs- und Schießplätze sowie Fliegerhorste. Die meisten dieser Einrichtungen wurden über die Schiene mit dem Streckennetz der Deutschen Reichsbahn verbunden. Für Bauaufgaben sowie für den Rangier- und Übergabedienst musste die Wehrmacht daher eigene Lokomotiven beschaffen.
Die Wehrmacht forderte für den Eisenbahnbetrieb auf militärischen Anlagen völlig rauchfreie Triebfahrzeuge. Dampflokomotiven mit ihren weit sichtbaren Rauchpilzen kamen für den Einsatz in den mühsam getarnten Anlagen nicht infrage. In explosionsgefährdeten Bereichen wie Munitionsanstalten und Tanklagern verbot sich der Einsatz von Dampflokomotiven mit offener Feuerung schon aus Sicherheitsgründen. Diesellokomotiven hingegen waren „rauchfrei“, standen jederzeit zur Verfügung (kein Anheizen, kein Ruhefeuer), waren selbst bei geringem Rangierbedarf mit längeren Betriebspausen noch wirtschaftlich einsetzbar und konnten auch von wenig ausgebildetem Personal gefahren werden.
Zuständig für die Entwicklung, Herstellung, Erprobung und Massenbeschaffung militärischen Gerätes war das Heereswaffenamt (HWA) in Berlin. Die dortige Abteilung WaPrüf5 (Amtsgruppe für Entwicklung und Prüfung, Abteilung 5 – Pionier- und Eisenbahnpionier-Abteilung) beschäftigte einen Stab von Maschinenbauingenieuren. Neben Minen- und Pioniergeräten, Spezialtiefladewagen für schwere Panzerkampfwagen (Tiger und Panther), Achspressen für das Umspuren erbeuteter russischer Güterwagen sowie dem berüchtigten Schienenwolf entstanden hier die typisierten Wehrmacht-Dieselloks.
Max Mennicke, Chef der WaPrüf5, gab zwischen 1936 und 1938 den Anstoß zur Gründung verschiedener Arbeitsgemeinschaften von Lokomotivfabriken, die in den Folgejahren eine ganze Typenreihe von Heeres-Dieselloks für Schmal- und Regelspuren entstehen ließ. Als die ursprünglich nur für das Heer geplanten Lokomotiven u. a. auch von der Luftwaffe bestellt wurden, änderte man die Bezeichnung in „Wehrmachtslokomotive für Regelspur“ (WR).
Für die Transporte auf feldmäßig verlegten Schmalspurgleisen vor allem im frontnahen Bereich wurde eine Reihe von Lokomotiven für Feldbahnen entwickelt.

## Heeresfeldbahn-Diesellokomotiven
Die für die Feldbahnstrecken vorgesehenen Lokomotiven wurden durch eine Arbeitsgemeinschaft deutscher Lokomotivfabriken entwickelt. Drei verschiedene Leistungsgruppen waren vorgesehen.
Es wurde der Bau von Lokomotiven mit 50, 130 und 200 PS (36,5 kW, 95 kW und 145 kW) für die Spurweiten 600 bis 750 mm sowie 900 bis 1067 mm geplant. Die Radsatzfahrmassen sollten von 4 bis 6 t betragen. Die Lokomotiven wurden von mehreren Herstellern (BMB, Orenstein & Koppel, Jung, Deutz, Gmeinder und Windhoff) in hohen Stückzahlen gefertigt.
Die Fahrzeuge verfügten über eine einfache Bedienung und waren deshalb auch für ungeübtes Personal bedienbar. Der einfache Aufbau und die standardisierte Konstruktion ermöglichte eine rasche und unkomplizierte Reparatur.

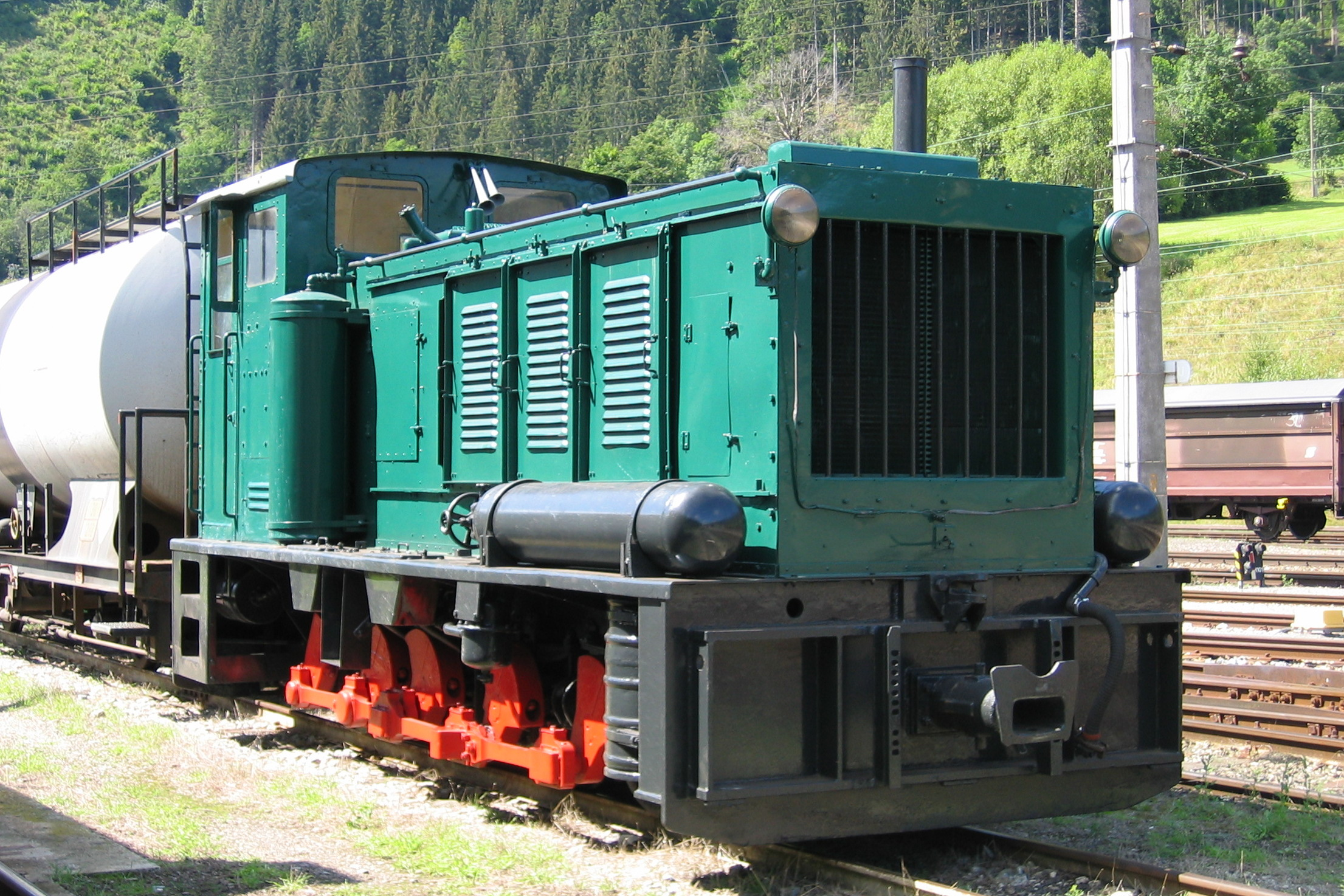
Ehemalige Heeresfeldbahnlokomotive HF 200 D

Im Laufe der Fahrzeugentwicklung entstanden mehrere Standardtypen, für deren Bezeichnung die Leistung sowie die Achsfolge herangezogen wurden:
- HF 50 B
- HF 130 C
- HF 130 D
- HF 200 D

Die HF50B hatte eine mechanische Kraftübertragung mit Dreiganggetriebe, während die übrigen Typen über hydraulische Wandlergetriebe verfügten.

## Wehrmachtslokomotiven

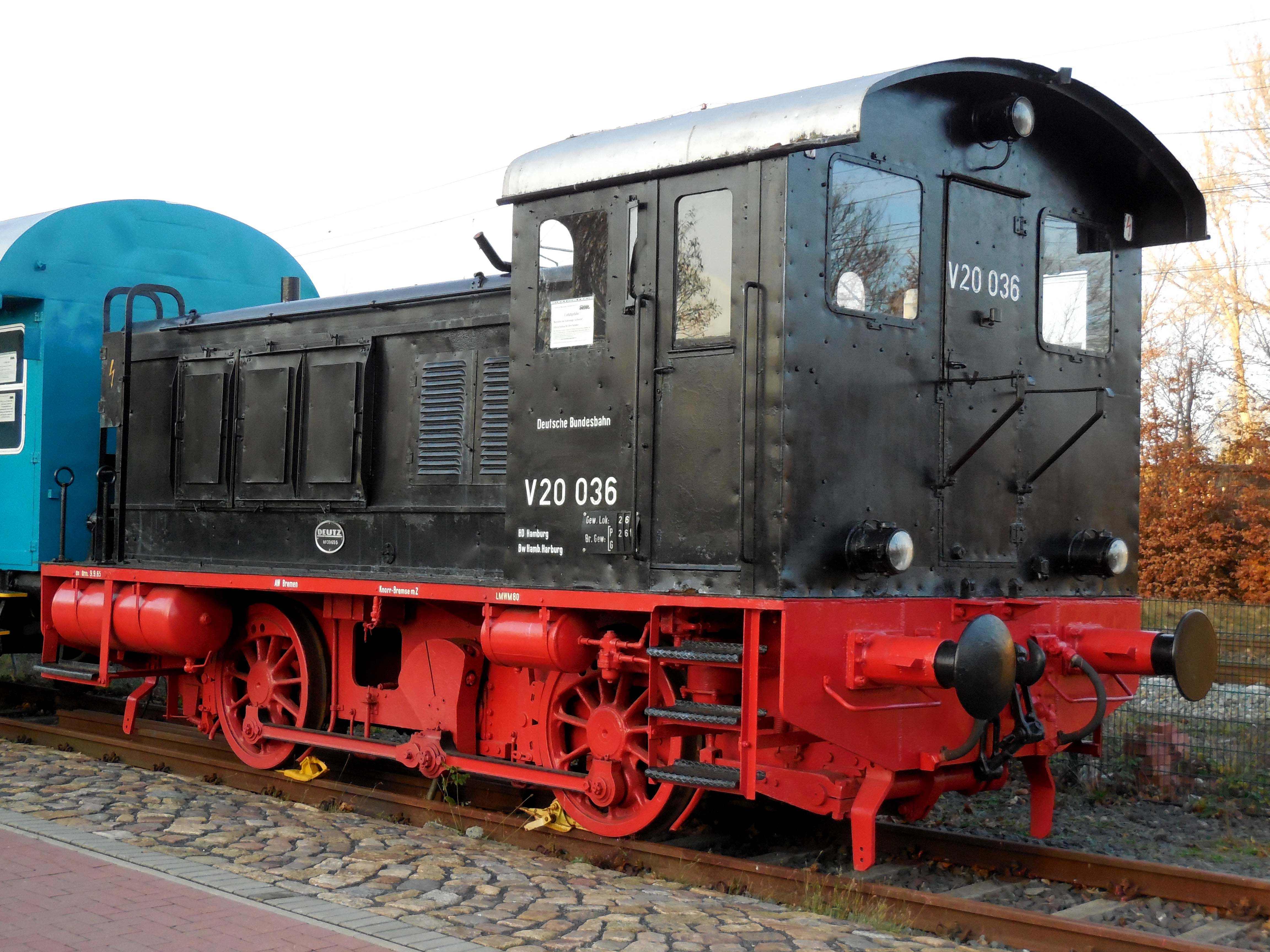
Ehemalige Wehrmachtslok WR 200 B 14, umgezeichnet als V20 036

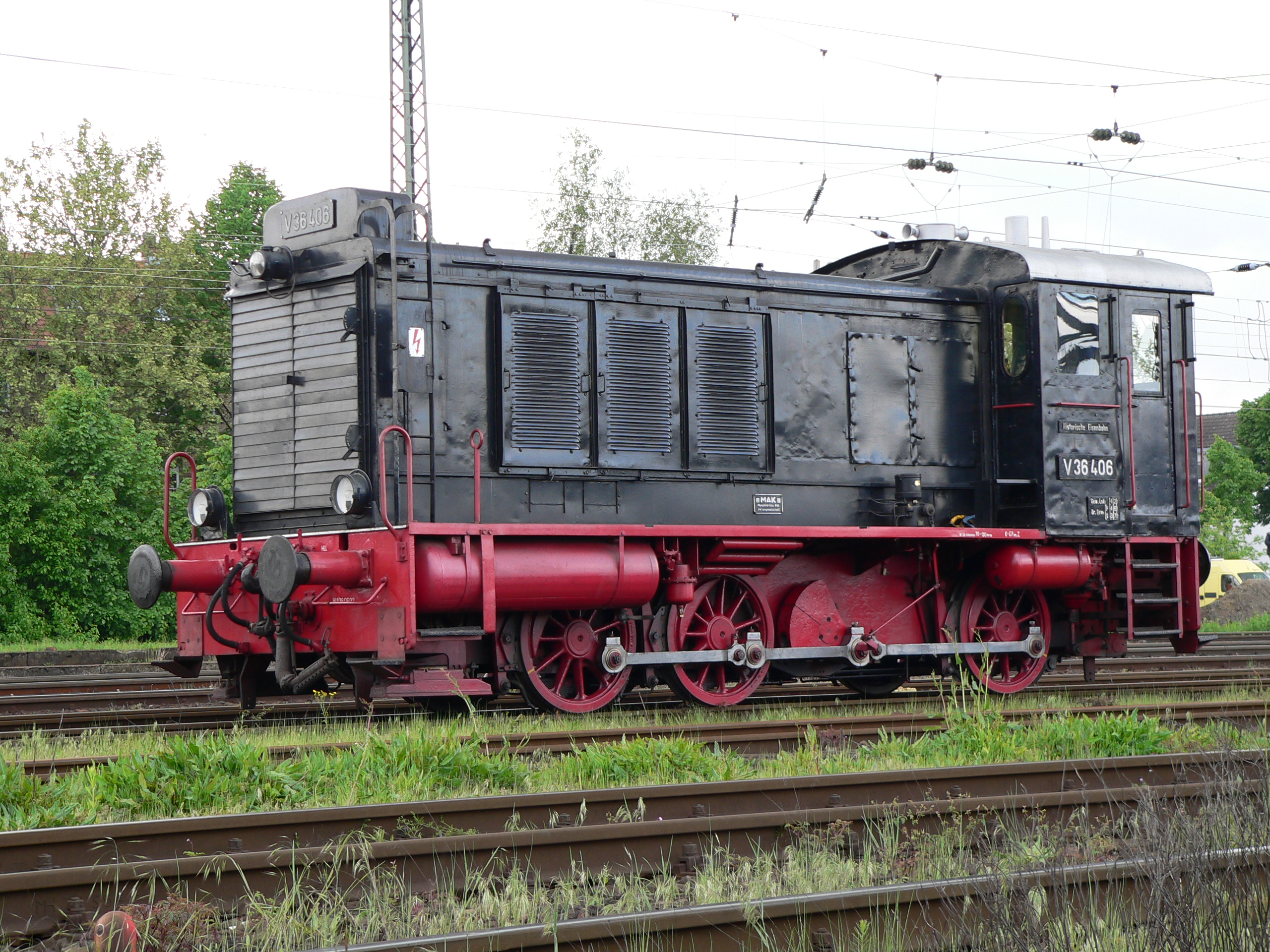
WR 360 C 14 (Nachkriegsmuster V36 mit langem Radstand)

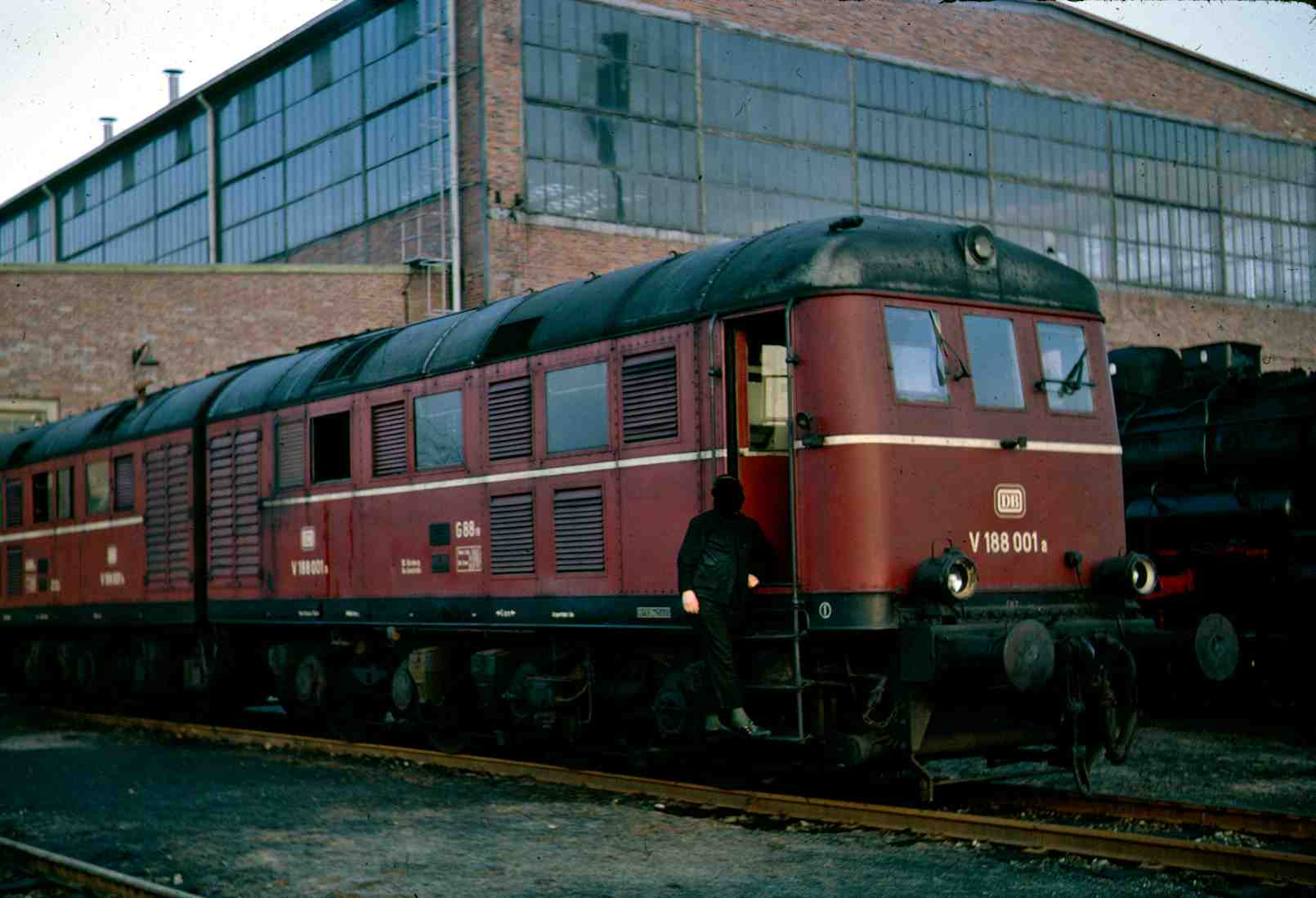
Ehemalige Wehrmachtslok D 311

Die deutsche Wehrmacht benötigte für den Einsatz von Eisenbahngeschützen und Eisenbahnpioniergeräten wie den Schienenwolf sowie für den Verschub in Häfen, Depots, auf Flug- und Schießplätzen und bei anderen militärischen Objekten leistungsfähige Lokomotiven.
Durch die meisten deutschen Lokomotivhersteller wurde eine Arbeitsgemeinschaft gebildet, die eine Typengruppe entsprechender Diesellokomotiven entwickelte.
Es wurden vier Leistungsgruppen 200, 240, 360 und 550 PS (145, 175, 265 und 405 kW) vorgesehen. Durch eine weitgehende Standardisierung versuchte man den Reparaturaufwand und die Ersatzteilvorhaltung zu vereinfachen.
Die ersten Fahrzeuge der Vorausserie besaßen alle zwei angetriebene Achsen (Achsfolge B). Als Antrieb dienten Dieselmotoren von Deutz und den Motorenwerken Mannheim sowie Wandlergetriebe von Voith. Da die 360-PS-Variante eine zu hohe Achslast erreichte, wurde die Lokomotive später zur Achsfolge C (drei Achsen angetrieben) umgebaut. Nach verschiedenen Vorauslokomotiven mit unterschiedlichen Achslasten und Motorisierungen legte man sich auf drei Standardtypen fest. Für die Bezeichnung zog man die Leistung, die Achsfolge sowie die Radsatzfahrmasse heran.
- WR 200 B 14
- WR 360 C 14
- WR 550 D 14

Von der WR 550 D 14 wurden nur drei Baumusterexemplare ausgeliefert; zu einem Serienbau ist es nicht mehr gekommen.
- WR 220 B
- WR 220 C

Eine Sonderstellung nehmen die 1938 bis 1943 von den Deutschen Werke Kiel gefertigten Lokomotiven WR 220 B und WR 220 C ein. Gegenüber den Einheitslokomotiven besaßen diese eine mechanische Kraftübertragung.
- D 311

Für den Einsatz als Zugfahrzeug und dieselbetriebenes fahrbares Kraftwerk für das Geschütz Dora entwickelte man die dieselelektrische Wehrmachtslokomotive D 311. Die Lokomotiven dieses Typs kamen später als V 188 zur Deutschen Bundesbahn.

## Weitere Entwürfe
Basierend auf den Loktyp WR 550 D 14 entwarf man eine Doppeldiesellokomotive mit 2 × 1.250 PS (2 × 925 kW) und der Achsfolge 1'C1'+1'C1'. Die Lokomotiven sollten in der Ebene einen 800-t-Zug mit 80 km/h befördern. Konstruktiv war der Entwurf bis 1945 fertiggestellt der Bau der Lokomotiven unterblieb jedoch. Mit dem gleichen Anforderungsprofil entwickelte man auch eine 1'E1'-Diesellokomotive mit 1850 kW Leistung.